# Чатылькы (приток Контылькы)
Чатылькы (устар. Чадый-Кы) — река в России, протекает по территории Туруханского района Красноярского края. Устье реки находится в 15 км по левому берегу реки Контылькы на высоте 60 метров над уровнем моря напротив урочища Пиркымачи. Длина реки составляет 51 км. Долина реки заболочена. В 18 км от устья, по левому берегу реки впадает река Кыпа-Чатылькы.

## Данные водного реестра
По данным государственного водного реестра России относится к Нижнеобскому бассейновому округу, водохозяйственный участок реки — Таз, речной подбассейн реки — Подбассейн отсутствует. Речной бассейн реки — Таз.
По данным геоинформационной системы водохозяйственного районирования территории РФ, подготовленной Федеральным агентством водных ресурсов:
- Код водного объекта в государственном водном реестре — 15050000112115300063822
- Код по гидрологической изученности (ГИ) — 115306382
- Код бассейна — 15.05.00.001
- Номер тома по ГИ — 15
- Выпуск по ГИ — 3